# 李初元
李初元（1519年—1554年），字少貞，號起庵，四川順慶府營山縣人，民籍。

## 生平
正月十五日生，行一，治《易經》，由縣學生中式四川鄉試第四十七名舉人，年二十六歲中式嘉靖二十三年甲辰科會試第一百七十六名，第三甲第一百八十八名進士。授南陵县知县，二十八年十一月选授广东道試監察御史，巡按河南，三十三年卒于官。

## 家族
曾祖李仕麒，主簿；祖李鍪；父李渾然；母任氏。具慶下，妻陳氏，弟慶元；亨元；體元。